# Вокер (ТВ серија)
Вокер (енгл. Walker) америчка је акциона, криминалистичка и драмска телевизијска серија чија је ауторка Ана Фрике за The CW. Рибут је телевизијског вестерна, Вокер, тексашки ренџер. Насловног лика глуми Џаред Падалеки. Премијерно је приказана 21. јануара 2021. у САД, односно 23. јуна 2021. године у Србији.
У фебруару 2021. обновљена је за другу сезона, која је премијерно приказана 28. октобра 2021. године. у марту 2022. обновљена је за трећу сезону. Преднаставак, под називом Вокер: Независност, тренутно је у развоју, док је пилот наручен у фебруару 2022. године.

## Улоге

### Главне
- Џаред Падалеки као Кордел Вокер
- Линдси Морган као Мики Рамирез (1—2. сезона)
- Моли Хејган као Абелајн Вокер
- Киган Ален као Лијам Вокер
- Вајолет Бринсон као Стела Вокер
- Кејл Кали као Аугуст Вокер
- Коби Бел као капетан Лари Џејмс
- Мич Пилеџи као Бонам Вокер
- Одет Анабл као Џералдина „Џери” Брусард (2. сезона; споредна улога у 1. сезони)
- Ешли Рејес као Кеси Перез (2. сезона)

### Споредне
- Геновева Падалеки као Емили Вокер
- Мет Бар као Хојт Ролинс
- Алекс Ланди као Брет Нам
- Габријела Флорес као Изабел „Бел” Муњоз
- Џефри Нордлинг као Стен Морисон
- Мадлин Кинц као Руби
- Менди Макмилијан као Кони Ричардс
- Гавин Касалењо као Тревор Странд
- Џо Перез као Карлос Мендоза
- Камерон Витош као Тод
- Џејлен Томас Брукс као Колтон Дејвидсон (2. сезона)
- Тамара Фелдман као Дениз Дејвидсон (2. сезона)
- Дејв Анабл као Ден Милер (2. сезона)
- Пола Маршал као Гејл Дејвидсон (2. сезона)
- Бела Семан као Феј (2. сезона)

### Гостујуће
- Крис Лабади као Џордан
- Карина Домингез као Алма Муњоз
- Рики Катер као Лоренцо Муњоз
- Ребека Граф као Кристал
- Алекс Менесес као др Адријана Рамирез
- Мејсон Тејмс као млади Вокер (2. сезона)

## Епизоде
| Сезона | Сезона | Епизоде | Оригинално емитовање | Оригинално емитовање | Оригинално емитовање | Емитовање у Србији | Емитовање у Србији | Емитовање у Србији |
| Сезона | Сезона | Епизоде | Премијера            | Финале               | Мрежа                | Премијера          | Финале             | Мрежа              |
| ------ | ------ | ------- | -------------------- | -------------------- | -------------------- | ------------------ | ------------------ | ------------------ |
|        | 1.     | 18      | 21. јануар 2021.     | 12. август 2021.     |                      | 23. јун 2021.      | 20. октобар 2021.  |                    |
|        | 2.     | 20      | 28. октобар 2021.    | 23. јун 2022.        | 8. јун 2022.         | 19. октобар 2022.  |                    |                    |